# Kévin Réza

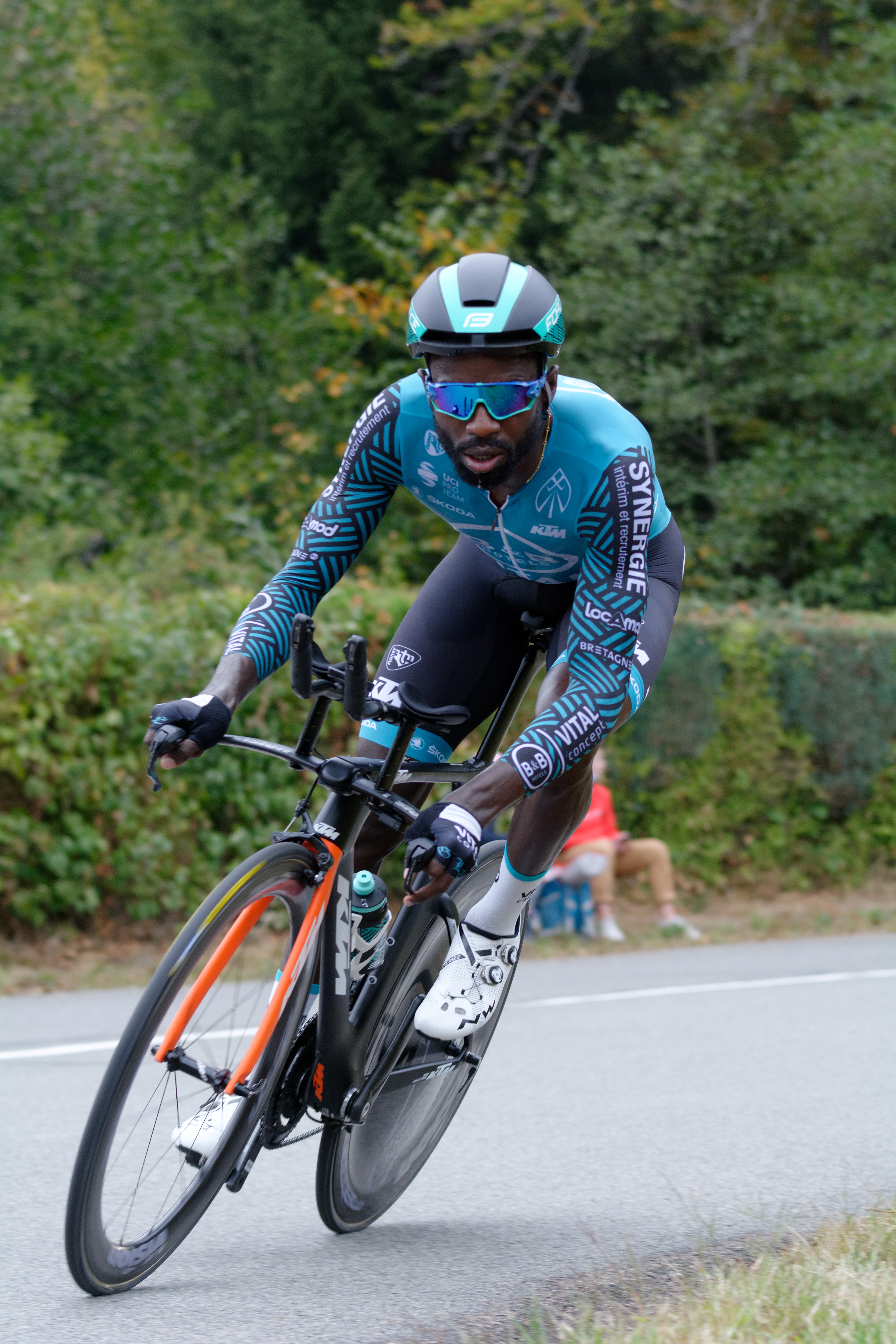
Kévin Réza bei der 20. Etappe der Tour de France 2020

Kévin Réza (* 18. Mai 1988, Versailles) ist ein ehemaliger französischer Radrennfahrer.

## Werdegang
Kévin Réza wurde 2005 auf der Bahn Dritter bei der französischen Meisterschaft im Madison der Juniorenklasse. In derselben Disziplin gewann er 2011 ebenfalls die Bronzemedaille bei der Elite.
Auf der Straße gewann Réza 2009 drei Etappen der Tour de Martinique und belegte in der Gesamtwertung am Ende den achten Platz. Nachdem er zum Saisonende 2010 als Stagiaire bei Bbox Bouygues Télécom, erhielt er dort ab der nächsten Saison einen regulären Vertrag. Für diese Mannschaft bestritt er die Tour de France 2013 und beendete seine erste Grand Tour auf Platz  134. Im Massensprint der dritten Etappe der Baskenlandrundfahrt 2014 wurde er Zweiter.
Zur Saison 2015 wechselte Réza zum Team FDJ. In Sprintankünften der Vuelta a España 2015 und 2016 wurde er jeweils Etappendritter. Ebenfalls im Sprint wurde er Dritter beim Eintagesrennen Paris–Camembert 2017.
Réza wurde bei der Tour de Romandie 2017 von Gianni Moscon rassistisch beleidigt. Ein vergleichbarer Vorfall soll sich bei der Tour de France 2014 ereignet haben, als Michael Albasini ihn als „dreckigen Neger“ beschimpft haben soll. Albasinis Teamleitung teilte mit, beide Fahrer hätten sich ausgesprochen und das „Missverständnis geklärt“.
Mitte 2021 kündigte er an zum Ende der Saison 2021 seiner Karriere zu beenden. 2022 arbeitete er bei der Tour de France als eine Art Botschafter für den Sponsor der Bergwertung.

## Erfolge
2009
- drei Etappen Tour de Martinique

2012
- Mannschaftszeitfahren Tour Alsace[5]

## Grand-Tour-Platzierungen
| Grand Tour            | 2013 | 2014 | 2015 | 2016 | 2017 | 2018 | 2019 | 2020 |
| --------------------- | ---- | ---- | ---- | ---- | ---- | ---- | ---- | ---- |
| Giro d’ItaliaGiro     | –    | –    | 103  | –    | –    | –    | –    | –    |
| Tour de FranceTour    | 134  | 73   | –    | –    | –    | –    | –    | 137  |
| Vuelta a EspañaVuelta | –    | –    | 113  | DNF  | –    | –    | –    | –    |